# Cantone di Clairvaux-les-Lacs
Il Cantone di Clairvaux-les-Lacs era una divisione amministrativa dell'arrondissement di Lons-le-Saunier.
A seguito della riforma approvata con decreto del 17 febbraio 2014, che ha avuto attuazione dopo le elezioni dipartimentali del 2015, è stato soppresso.

## Composizione
Comprendeva i comuni di:
- Barésia-sur-l'Ain
- Boissia
- Charcier
- Charézier
- Chevrotaine
- Clairvaux-les-Lacs
- Cogna
- Doucier
- Fontenu
- La Frasnée
- Le Frasnois
- Hautecour
- Largillay-Marsonnay
- Marigny
- Menétrux-en-Joux
- Mesnois
- Patornay
- Pont-de-Poitte
- Saffloz
- Songeson
- Soucia
- Thoiria
- Uxelles
- Vertamboz